# Chiesa e ospedale di San Giacomo al Colosseo

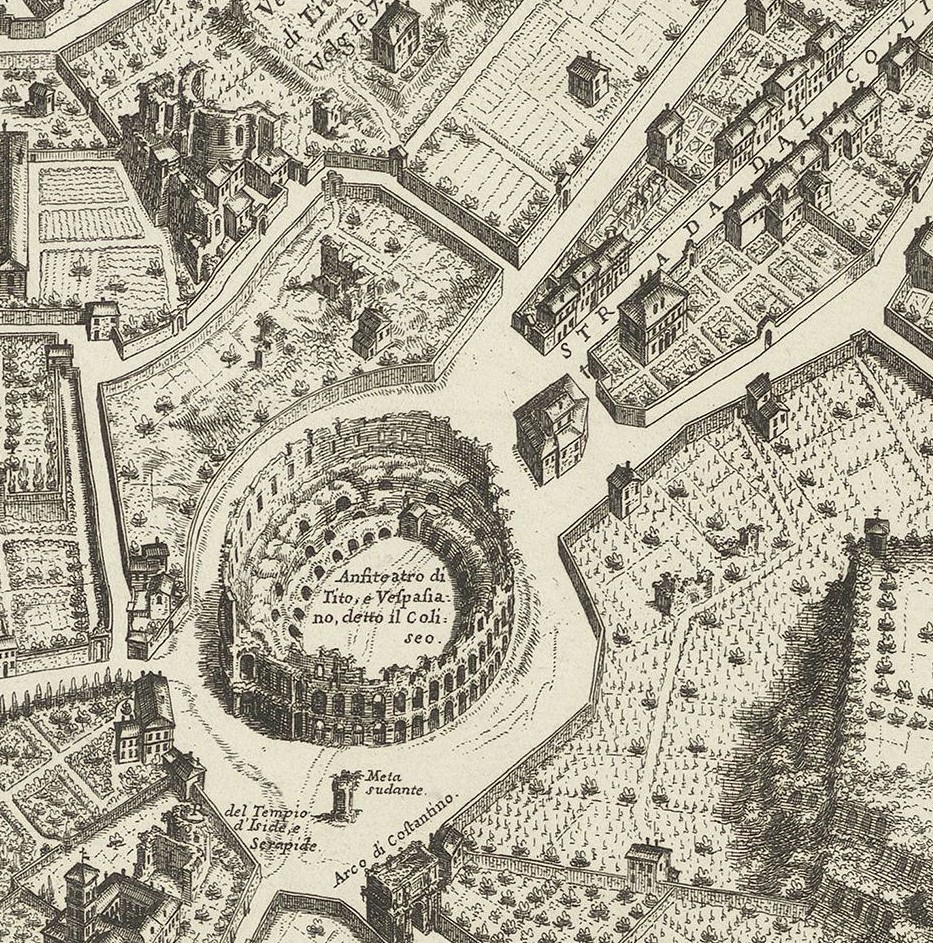
Il complesso dell'Ospedale dove si trovava la chiesa è il piccolo edificio nell'angolo in alto a destra del Colosseo di questa immagine. Nella stessa direzione, in alto a destra, c'è il Casino Fini.

San Giacomo del Colosseo o San Giacomo al Colosseo era una chiesa di Roma che sorgeva appena fuori dall'estremità orientale del Colosseo, dove oggi si trova Piazza del Colosseo, sul rione Celio, nel complesso dell'Ospedale di San Giacomo al Colosseo. Il complesso, come pure la chiesa, era dedicato a San Giacomo il Maggiore.

## Storia
Questa chiesa fu edificata prima del XVI secolo sui resti dell'antica scuola gladiatoria detta Ludo Magno, a ridosso del Colosseo, dove si incontrano le moderne Via Labicana e Via di San Giovanni in Laterano. La chiesa era famosa perché per lungo tempo, fu dove, la notte prima della festa dell'Assunta iniziava una processione con un'immagine di Gesù conosciuta come La Processione dell'Immagine del Salvatore che proseguì per San Giovanni in Laterano, festa che durò fino a quando papa Pio V (1566-1572) la bandì a causa della confusione che si verificava sempre lungo il percorso.
L'immagine che fu trasportata era la famosa Immagine Achiropita, un dipinto di Gesù che attualmente è conservato nel Sancta Sanctorum del complesso della Scala Sancta nei pressi di San Giovanni in Laterano e che sarebbe stato iniziato da San Luca e terminato dagli angeli. Il luogo dove era conservato era conosciuto come luogo di misericordia e di salvezza e, quindi, vi era un ospedale. Il piccolo Ospedale di San Giacomo è documentato per la prima volta nelle fonti nel 1383 e divenne nel secolo seguente una dipendenza dell'Ospedale Lateranense. Alla fine del XVI secolo fu chiuso e la chiesa sconsacrata. Tuttavia, gli sopravvive costruzione e appare nella mappa del Nolli (1748) come granaio appartenente all'ospedale. L'edificio era decorato da una molteplicità di immagini, anche riguardanti la processione; sull'abside vi era un'immagine della "Vergine tra gli angeli" probabilmente del XIV-XV secolo. L'intero complesso fu definitivamente demolito nel 1815 perché la sua vicinanza al Colosseo era considerata un problema estetico. L'opera caritativa fu ripresa nel 1825 dalle monache note come Dame Lauretane, che nel 1825 costruirono sul luogo la chiesa di Santa Maria delle Lauretane insieme all'annesso convento .

## Descrizione

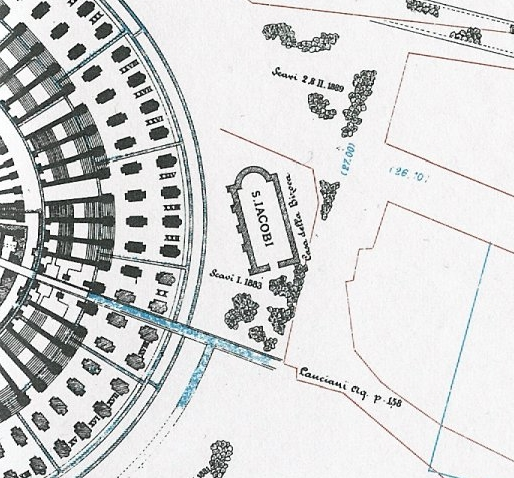
San Giacomo al Colosseo, Pianta di Luciani di Rodolfo Lanciani.

L'ospedale era costituito da un unico edificio a forma di pentagono irregolare e sorgeva su un isolato nei pressi del Colosseo, dove terminava sul lato est il muro esterno diroccato dell'anfiteatro. Non era però collegato al monumento, bensì separato da esso da uno stretto vicolo. L'esatta ubicazione era in un punto che seguiva la linea meridionale delle facciate di via di San Giovanni in Laterano in direzione nord-ovest, punto corrispondente alla facciata nord-est dell'ospedale, dove si trovava un minuscolo cortile triangolare circondato da un muro. L'angolo nord-ovest dell'edificio era proprio accanto al quinto pilastro del muro del Colosseo contando da dove finisce. Il muro sud si affacciava all'inizio di Via dei Santi Quattro Coronati, attraverso una piccola piazza; la posizione di quest'ultima strada a questo punto fu spostata leggermente a sud quando l'intera zona fu ridisegnata alla fine del XIX secolo.
L'ospedale stesso si trovava in un luogo che attualmente è sotto il piano stradale, in parte sotto gli alberelli vicino al Colosseo nel luogo già descritto. La chiesa, infine, non aveva un'identità architettonica distinta dall'ospedale in cui era inglobata.